# Bérangère Sapowicz

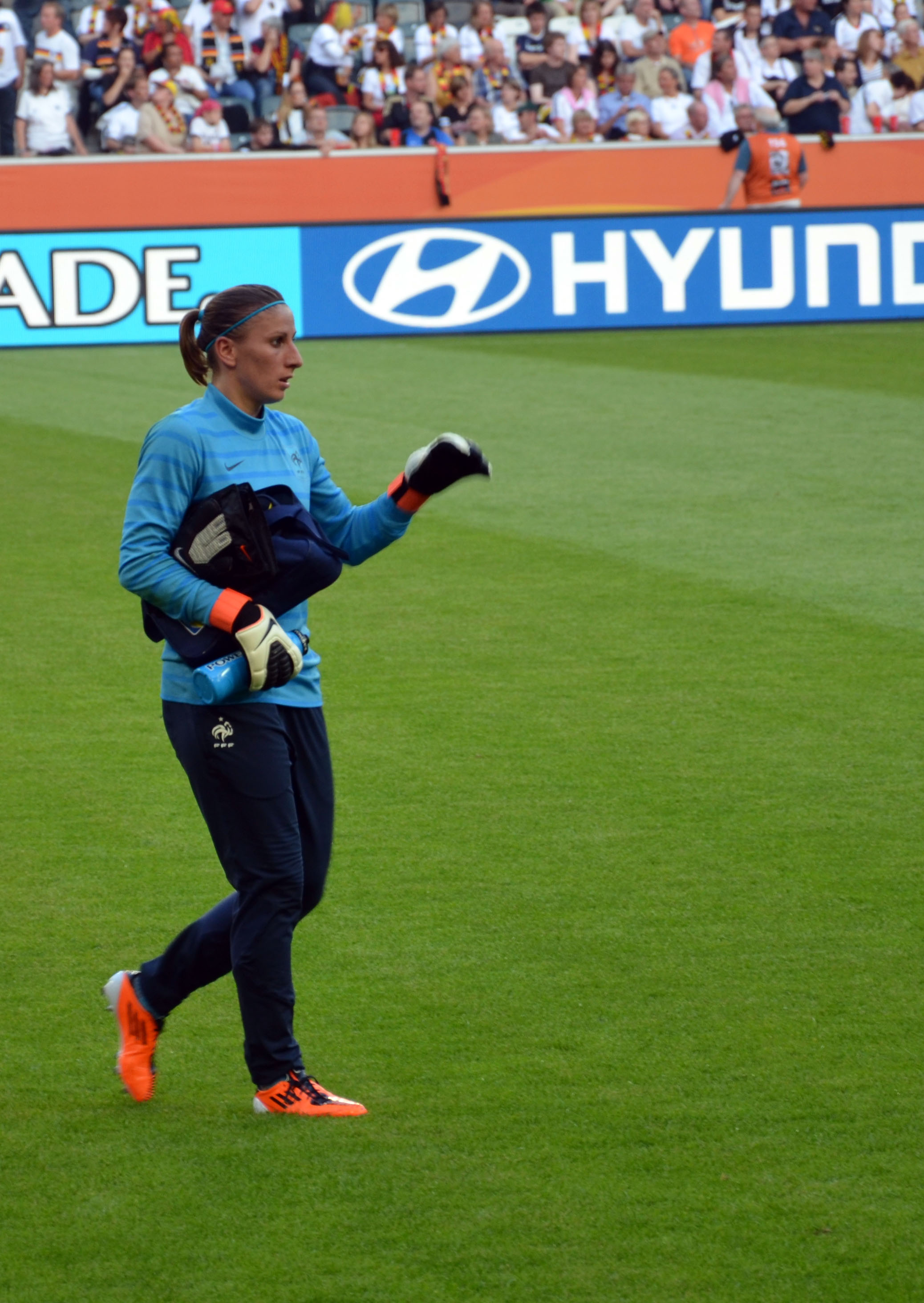
Sapowicz vor dem Vorrundenspiel der Französinnen gegen die Deutschen bei der WM 2011

Bérangère Sapowicz (* 6. Februar 1983 in Verneuil-sur-Avre, Département Eure) ist eine ehemalige französische Fußballspielerin.

## Vereinskarriere
Die mit 1,66 m für eine Torfrau relativ kleine Bérangère Sapowicz begann als Jugendliche bei AS Breteuil und dem AC Évreux in ihrer normannischen Heimatregion mit dem Fußballsport. Über das INF Clairefontaine, für dessen Ligateam sie auch spielte, kam sie 2003 zum Erstligisten Paris Saint-Germain, bei dem sie zeitweise als Stammspielerin das Tor hütete und 2013 ihre Karriere beendete. 2010 gewann sie mit dem Hauptstadtklub den französischen Frauenpokal, ihren einzigen nationalen Titel.

## In der Nationalelf
Bérangère Sapowicz hatte 2002 mit der französischen A-Jugend-Auswahl an der U-19-Weltmeisterschaft in Kanada teilgenommen. Im Jahr darauf gehörte sie auch zum Aufgebot Frankreichs bei der Frauenweltmeisterschaft in den USA, bestritt im Vorfeld des Turniers im September 2003 gegen Japan auch ihr erstes A-Länderspiel, kam beim WM-Turnier aber nicht zum Einsatz. Auch für die Europameisterschaft 2009 war sie nominiert, musste aufgrund einer Verletzung unmittelbar vor Endrundenbeginn aber absagen. Erst im Oktober 2009 kam sie zu ihrem zweiten Länderspiel; bis zum 16. Juli 2011 bestritt sie 23 A-Länderspiele für Frankreich.
Nationaltrainer Bruno Bini hatte Sapowicz 2011 auch in seinen Kader für die WM in Deutschland berufen, wo sie es auf fünf Einsätze brachte, von denen sie zwei allerdings nicht auf dem Spielfeld beendete (ein Feldverweis im dritten Vorrundenspiel und eine Verletzung im Spiel um Rang drei, das die Bleues verloren). Danach kam sie nicht mehr in der Nationalmannschaft zum Einsatz.

## Palmarès
- Französischer Pokalsieger: 2010
- WM-Teilnahme: 2003, 2011

## Belege und Anmerkungen
1. ↑  Artikel „Absage von Sapowicz“ vom 14. August 2009 auf der Seite des französischen Verbandes

| Personendaten    | Personendaten                 |
| ---------------- | ----------------------------- |
| NAME             | Sapowicz, Bérangère           |
| KURZBESCHREIBUNG | französische Fußballspielerin |
| GEBURTSDATUM     | 6. Februar 1983               |
| GEBURTSORT       | Verneuil-sur-Avre             |